# أندي ريتشي
أندي ريتشي (بالإنجليزية: Andy Ritchie)‏ هو لاعب كرة قدم ومدرب كرة قدم بريطاني في مركز الوسط، ولد في 23 فبراير 1956 في بلزهيل ‏ في المملكة المتحدة. شارك مع منتخب اسكتلندا تحت 21 سنة لكرة القدم. أما مع النوادي، فقد لعب مع نادي ألبيون روفرز ونادي ستيرلينغشير الشرقية ونادي سلتيك ونادي غرينوك مورتون ونادي ماذرويل.